# Koschutnikturm
Koschutnikturm är ett berg i Österrike, på gränsen till Slovenien.   Det ligger i distriktet Klagenfurt-Land och förbundslandet Kärnten, i den sydöstra delen av landet, 250 km sydväst om huvudstaden Wien. Toppen på Koschutnikturm är 2 136 meter över havet, eller 772 meter över den omgivande terrängen. Bredden vid basen är 19,2 km.
Terrängen runt Koschutnikturm är bergig åt nordväst, men åt sydost är den kuperad. Närmaste större samhälle är Ferlach, 12,2 km nordväst om Koschutnikturm. 
I omgivningarna runt Koschutnikturm växer i huvudsak blandskog. Runt Koschutnikturm är det mycket glesbefolkat, med 5 invånare per kvadratkilometer.